# Roland Krippner
Roland Krippner (* 1960) ist ein deutscher Architekt, Autor und Hochschullehrer.

## Werdegang
Roland Krippner schloss 1980 eine vierjährige Ausbildung zum Maschinenschlosser ab und studierte im Anschluss Architektur an der Gesamthochschule Kassel. Er arbeitete für das Landesamt für Denkmalpflege Hessen. Im Jahr 1993 diplomierte er und eröffnete ein Architekturbüro in Kassel unter dem Namen Büro für Architektur und Stadtplanung, das bis 1995 bestand. Seit 1994 ist Krippner als Publizist und seit 1995 als freiberuflicher Architekt für FuE-Projekte tätig. Von 1995 bis 2007 war er wissenschaftlicher Mitarbeiter an der Technischen Universität München bei Thomas Herzog und Fritz Frenkler. 2004 erschien seine Dissertation Untersuchungen zu Einsatzmöglichkeiten von Holzleichtbeton im Bereich von Gebäudefassaden, die er an der Technischen Universität München unter Doktorväter Thomas Herzog und Gerhard Hausladen schrieb.

### Lehrtätigkeit
Nach Lehraufträgen an den Fachhochschulen Salzburg (2005–2006) und München (2008) und einer Vertretungsprofessur an der Universität Kassel (2006–2007) besitzt Roland Krippner seit 2008 eine Professur für Konstruktion und Technik an der Technischen Hochschule Nürnberg Georg Simon Ohm.

### Mitgliedschaften
Krippner ist Mitglied im Bund Deutscher Architektinnen und Architekten.

## Bücher

### Als Herausgeber
- Roland Krippner (Hrsg.): Stahl im Kirchenbau. Gesamthochschule Kassel, Kassel 1997
- Thomas Herzog, Roland Krippner, Werner Lang (Hrsg.): Fassadenatlas. Birkhäuser Verlag, Basel 2004. ISBN 3-7643-7031-9
  - Facade Construction Manual. Birkhäuser, Basel, 2005. (englische Ausgabe)
  - Atlante delle Facciate. UTET, Torino, 2005. (italienische Ausgabe)
  - Facade Construction Manual. Edition Detail, München/Guangzhou, 2006. (chinesische Ausgabe)
  - Construire des façades. Presses Polytechniques et Universitaires Romandes, Lausanne, 2007. (französische Ausgabe)
- Florian Musso, Roland Krippner (Hrsg.): Fassadenöffnungen. Birkhäuser Basics Basel 2008. ISBN 978-3-7643-8467-8
- Roland Krippner, Dagmar Niebler, Holger Issig (Hrsg.): Holzbau der Zukunft. Teilprojekt 17. Holzleichtbeton im Hochbau. Fraunhofer IRB, Stuttgart 2009
- Roland Krippner (Hrsg.): Gebäudeintegrierte Solartechnik. Photovoltaik und Solarthermie als Bestandteil der Architektur. Edition Detail, München 2016. ISBN 9783955533250
- Thomas Herzog, Roland Krippner, Werner Lang (Hrsg.): Fassadenatlas. Edition Detail, München 2016
- Thomas Herzog, Roland Krippner, Werner Lang (Hrsg.): Fassadenatlas. Edition Detail, München 2020. ISBN 9783955533281

### Als Mitwirkender
- Christian Schittich (Hrsg.): Gebäudehüllen. Birkhäuser Verlag, Basel 2006. ISBN 3038213381 mit Beiträgen von Werner Lang und Roland Krippner
- Winfried Nerdinger (Hrsg.): Wendepunkte im Bauen. Von der seriellen zur digitalen Architektur. Edition Detail, München 2010. ISBN 9783920034393 mit Beiträgen von Rainer Barthel, Richard Junge, Roland Krippner und Frank Petzold

## Preise
- 2004: Stipendium der Dr. Marshall Stiftung für Untersuchungen zu Einsatzmöglichkeiten von Holzleichtbeton im Bereich von Gebäudefassaden

## Interviews
- 2015: Prof. Dr. Roland Krippner über Holzleichtbeton
- 2017: Gradientenbeton